# نسرین تیموری
نسرین تیموری (زادهٔ ۳۰ خرداد ۱۳۷۲ برابر با ۱۷ ژوئن ۱۹۹۳ در تهران) بدل‌کار، نویسنده و مربی ورزشی ایرانی است. او یکی از نخستین زنان بدل‌کار حرفه‌ای در ایران است و نقش مؤثری در تثبیت حضور زنان در حوزه بدل‌کاری و سینما ایفا کرده‌است. تیموری بنیان‌گذار نخستین تیم بدل‌کاری زنان ایران با نام «خیبر» است.

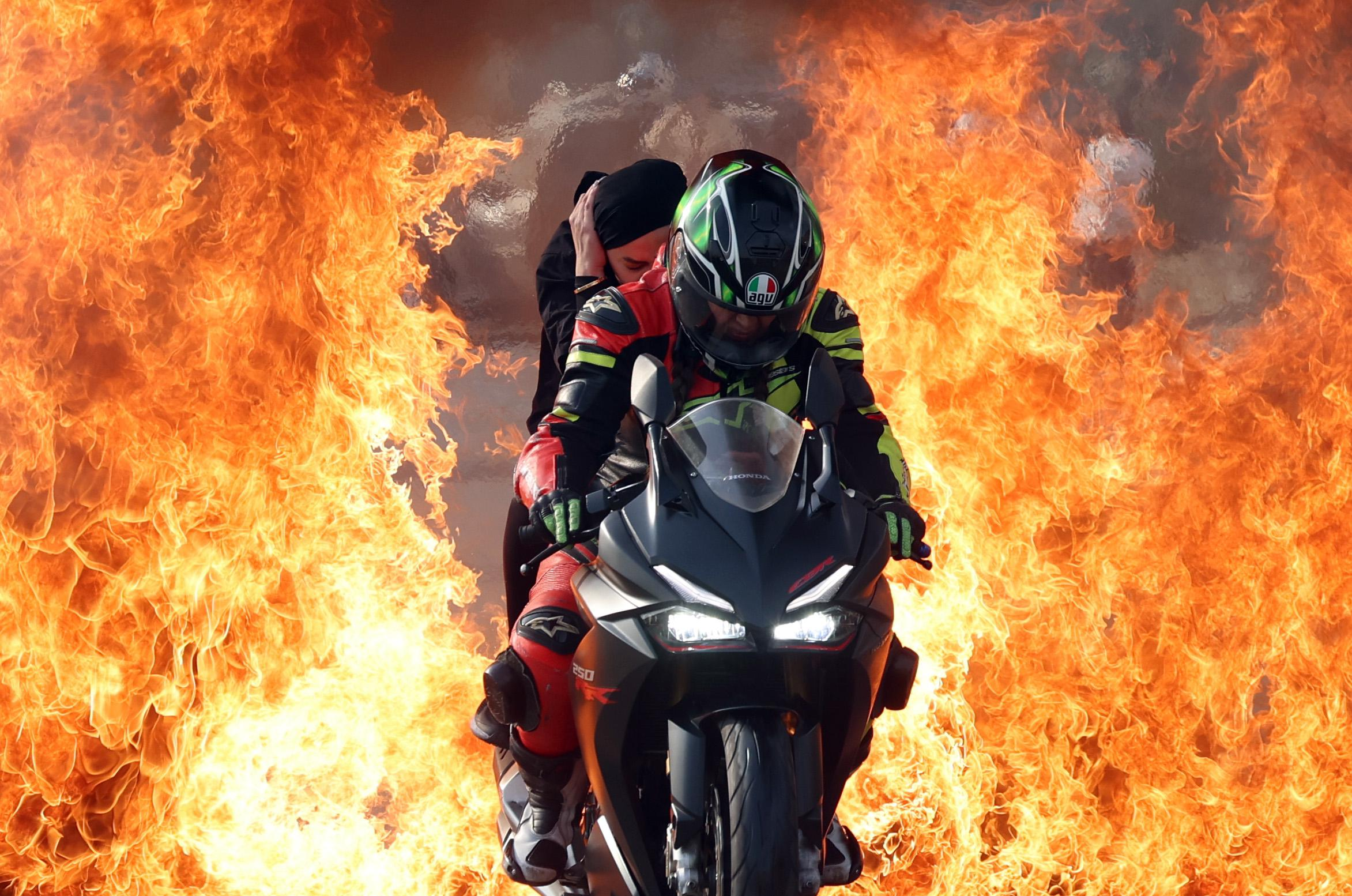

## زندگی و فعالیت حرفه‌ای
نسرین تیموری فعالیت ورزشی خود را در نوجوانی آغاز کرد و سال‌ها در رشته‌های مختلف از جمله ورزش‌های رزمی و آمادگی جسمانی فعالیت داشت. او در سال ۱۳۹۶ وارد عرصه بدل‌کاری شد و با آموزش حرفه‌ای و تلاش مستمر توانست در مدت کوتاهی در فیلم‌ها و سریال‌های پربیننده حضور یابد.
او تاکنون در بیش از ۱۰۰ اثر سینمایی و تلویزیونی به‌عنوان بدل‌کار زن حضور داشته و در برخی آثار نیز نقش بازیگری را ایفا کرده‌است.

## آثار برجسته
برخی از فیلم‌ها و سریال‌هایی که نسرین تیموری در آن‌ها حضور داشته‌است:
- به وقت شام
- دسته دختران
- بمب، یک عاشقانه
- گشت ارشاد ۳
- زن‌ها فرشته‌اند ۲
- ایستگاه اتمسفر
- نهنگ آبی
- خواب‌زده
- گیله‌وا
- سرگیجه
- بانوی سردار
- دفتر یادداشت
- سووشون (مجموعه نمایش خانگی)
- پوست شیر
- حدود ۸ صبح
- قهوه پدری
- داریوش (مجموعه نمایش خانگی)
- غریب (فیلم ۱۴۰۱)
- خون‌سرد (مجموعه نمایش خانگی)
- بی‌سروصدا (فیلم)
- چشم بادومی
- مهیار عیار
- لاله (فیلم)
- بیگانه‌ای با من است (مجموعه تلویزیونی)
- برف بی‌صدا می‌بارد
- شاهرگ (مجموعه تلویزیونی)
- سه کام حبس
- سلمان فارسی (مجموعه تلویزیونی)
- هزارپا (فیلم)
- نهنگ ابی(سریال)
- خواب‌زده
- شهرزاد (مجموعه نمایش خانگی)

او همچنین طراحی بدل‌کاری در برخی پروژه‌ها از جمله سریال‌های بیگانه‌ای با من است و برف بی‌صدا می‌بارد را برعهده داشته‌است.

## بنیان‌گذاری تیم بدل‌کاری زنان ایران
در سال ۱۳۹۷، نسرین تیموری با حمایت بدل‌کار فقید علیرضا فتحی و ارشا اقدسی اولین تیم تخصصی بدل‌کاری زنان ایران به‌نام «خیبر» را تأسیس کرد. هدف این تیم ارتقاء جایگاه زنان در حوزه بدل‌کاری و ایجاد فرصت‌های شغلی برای زنان در عرصه سینما بود. تیم خیبر از بانوان ورزشکار حرفه‌ای تشکیل شده و در بسیاری از پروژه‌های سینمایی و تلویزیونی مشارکت دارد.

## نویسندگی
در سال ۱۴۰۱، نسرین تیموری کتابی با عنوان تاریخچه بدل‌کاری در ایران و جهان منتشر کرد که به بررسی پیشینه، تکنیک‌ها، و تحولات تاریخی این حرفه در سطح ایران و جهان می‌پردازد. این کتاب توسط انتشارات فارابی به چاپ رسید.

## فعالیت‌های دیگر
پیش از ورود به حرفه بدل‌کاری، تیموری به‌عنوان مربی ورزشی و مدرس آمادگی جسمانی فعال بود. او همچنان در حوزه آموزش و آمادگی جسمانی برای بدل‌کاری فعالیت دارد و در راستای توانمندسازی بانوان در این زمینه تلاش می‌کند.

## نقش در ارتقاء حضور زنان
تیموری با فعالیت‌های حرفه‌ای خود، به الگویی برای دختران و زنان ایرانی تبدیل شده‌است که به دنبال ورود به حوزه‌های فنی، پرریسک و مردانه هستند. او توانسته نگاه جامعه را به حضور زنان در حرفه‌هایی مانند بدل‌کاری تغییر دهد.